# Jabari Parker
Jabari Ali Parker (Chicago, Illinois, 15 de marzo de 1995) es un jugador de baloncesto estadounidense que pertenece a la plantilla del KK Partizan de la ABA Liga. Con 2,01 metros de estatura, juega en la posición de ala-pívot.

## Trayectoria

### Instituto
Fue un destacado atleta de instituto, ayudando a su equipo a ganar cuatro campeonatos estatales consecutivos para el instituto Simeon Career Academy, fue nombrado Jugador Nacional de Instituto del Año por Gatorade y McDonald's. 

### Universidad
En el verano de 2013, tras dejar el instituto, Parker recibió varias propuestas de universidades, finalmente se decantó por la Universidad de Duke de donde han salido jugadores como J.J. Redick, Luol Deng o Kyrie Irving entre otros. En su primer año con los Blue Devils en 2013-2014, fue nombrado en el primer equipo consensuado All-American, Freshman (Debutante) Nacional del Año por USBWA, y finalista para el Premio John R. Wooden al jugador universitario del año.
Tras una temporada en Duke, en mayo de 2014, se declara elegible para el Draft de la NBA.

#### Estadísticas
| Año     | Equipo | PJ | PT | MPP  | %TC  | %3P  | %TL  | RPP | APP | ROB | TPP | PPP  |
| ------- | ------ | -- | -- | ---- | ---- | ---- | ---- | --- | --- | --- | --- | ---- |
| 2013–14 | Duke   | 35 | 35 | 30.7 | .473 | .358 | .748 | 8.7 | 1.2 | 1.1 | 1.2 | 19.1 |

### Profesional

#### NBA

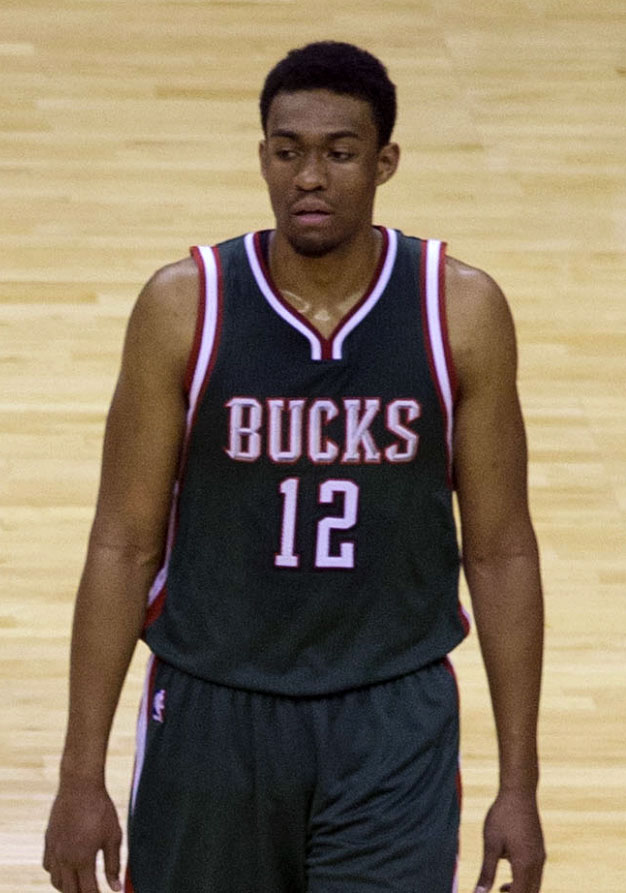
Parker con los Bucks en 2014.

El 26 de junio de 2014, fue seleccionado en la segunda posición del Draft de la NBA de 2014 por los Milwaukee Bucks. Justo antes del draft, Parker se convirtió en el segundo miembro de la clase del draft de 2014 en firmar un contrato de zapatillas, al firmar un contrato de patrocinio con la Jordan Brand.
El 9 de julio de 2014, Parker firmó con los Bucks y se unió a ellos para disputar la NBA Summer League 2014. Debutó como profesional el 29 de octubre de 2014 en la derrota en prórroga 106-108 contra los Charlotte Hornets. En 37 minutos de acción como titular, Paker registró 8 puntos, 4 rebotes, una asistencia y un robo.
El 15 de diciembre sufrió una lesión en el ligamento cruzado anterior en un partido ante los Phoenix Suns que le hizo perderse el resto de la temporada.
En la temporada 2015-2016 ya con un Parker completamente recuperado se convirtió en una de las figuras de Milwaukee junto con Giannis Antetokounmpo y Khris Middleton. Fue invitado a participar en el Rising Stars Challenge formando parte del equipo titular.
En 2018 firma con Chicago Bulls por 2 temporadas con 40 millones de dólares.
El 6 de febrero de 2019, es traspasado a Washington Wizards junto a su compañero Bobby Portis, a cambio de Otto Porter Jr..
El 8 de julio de 2019 firma un contrato con Atlanta Hawks de $13 millones y 2 años.
El 5 de febrero de 2020 es traspasado, junto con Alex Len, a Sacramento Kings a cambio de Dewayne Dedmon.
Después de un año en Sacramento, donde únicamente disputó 9 partidos, el 25 de marzo de 2021 es cortado. El 16 de abril, se confirma su fichaje por Boston Celtics hasta final de temporada.
El 17 de octubre de 2021, fue cortado por los Celtics, pero recontratado dos días después. El 7 de enero de 2022 fue nuevamente despedido.

#### Europa
El 7 de agosto de 2023 fichó por una temporada por el FC Barcelona de la liga ACB española, en su primera incursión en el baloncesto europeo. Debutó en la ACB el 24 de septiembre ante el Joventut de Badalona, logrando 13 puntos en 12 minutos de juego. El 17 de abril de 2024 renovó con el club por dos temporadas más, hasta 2026.
El 23 de junio de 2025 llega a un acuerdo con el Barcelona para rescindir su contrato y ese mismo día firma por el KK Partizan serbio.

## Selección nacional
Parker fue miembro de los seleccionados juveniles de baloncesto de Estados Unidos, llegando a actuar en el Campeonato FIBA Américas Sub-16 de 2011 y en el Campeonato Mundial de Baloncesto Sub-17 de 2012.

## Estadísticas de su carrera en la NBA

### Temporada regular
| Año     | Equipo     | PJ  | PT  | MPP  | %TC  | %3P  | %TL   | RPP | APP | ROB | TPP | PPP  |
| ------- | ---------- | --- | --- | ---- | ---- | ---- | ----- | --- | --- | --- | --- | ---- |
| 2014-15 | Milwaukee  | 25  | 25  | 29.5 | .490 | .250 | .697  | 5.5 | 1.7 | 1.2 | .2  | 12.3 |
| 2015-16 | Milwaukee  | 76  | 72  | 31.7 | .493 | .257 | .768  | 5.2 | 1.7 | .9  | .4  | 14.1 |
| 2016-17 | Milwaukee  | 51  | 50  | 33.9 | .490 | .365 | .743  | 6.2 | 2.8 | 1.0 | .4  | 20.1 |
| 2017-18 | Milwaukee  | 31  | 3   | 24.0 | .482 | .383 | .741  | 4.9 | 1.9 | .8  | .3  | 12.6 |
| 2018-19 | Chicago    | 39  | 17  | 26.7 | .474 | .325 | .731  | 6.2 | 2.2 | .6  | .4  | 14.3 |
| 2018-19 | Washington | 25  | 0   | 27.3 | .523 | .296 | .684  | 7.2 | 2.7 | .9  | .6  | 15.0 |
| 2019-20 | Atlanta    | 35  | 23  | 26.2 | .504 | .270 | .736  | 6.0 | 1.8 | 1.3 | .5  | 15.0 |
| 2019-20 | Sacramento | 6   | 0   | 13.3 | .583 | .250 | .889  | 3.8 | 1.7 | .5  | .2  | 8.5  |
| 2020-21 | Sacramento | 3   | 0   | 9.0  | .571 | .000 | —     | 2.0 | .3  | .0  | .3  | 2.7  |
| 2020-21 | Boston     | 10  | 0   | 13.8 | .542 | .200 | .769  | 3.6 | 1.0 | .1  | .4  | 6.4  |
| 2021-22 | Boston     | 12  | 0   | 9.3  | .474 | .500 | 1.000 | 2.3 | .5  | .3  | .1  | 4.4  |
| Total   | Total      | 310 | 190 | 27.5 | .494 | .326 | .743  | 5.5 | 2.0 | .9  | .4  | 14.1 |

### Playoffs
| Año   | Equipo    | PJ | PT | MPP  | %TC  | %3P  | %TL  | RPP | APP | ROB | TPP | PPP  |
| ----- | --------- | -- | -- | ---- | ---- | ---- | ---- | --- | --- | --- | --- | ---- |
| 2018  | Milwaukee | 7  | 0  | 23.9 | .452 | .316 | .615 | 6.1 | 1.4 | 1.0 | .6  | 10.0 |
| 2021  | Boston    | 4  | 0  | 14.8 | .619 | .400 | .750 | 3.8 | .5  | .0  | .8  | 8.5  |
| Total | Total     | 11 | 0  | 20.5 | .494 | .333 | .667 | 5.3 | 1.1 | .6  | .6  | 9.5  |

## Estadísticas en Europa

### Euroliga
| Año     | Equipo    | PJ | PT | MPP  | %2P  | %3P  | %TL  | RPP | APP | ROB | TPP | PPP  | PIR |
| ------- | --------- | -- | -- | ---- | ---- | ---- | ---- | --- | --- | --- | --- | ---- | --- |
| 2023–24 | Barcelona | 38 | 20 | 24.0 | .511 | .381 | .767 | 4.2 | 0.7 | .6  | 0.4 | 10.6 | 9.6 |
| Total   | Total     | 38 | 20 | 24.0 | .511 | .381 | .767 | 4.2 | 0.7 | .6  | 0.4 | 10.6 | 9.6 |

## Vida personal
Jabari es hijo de Sonny Parker, exjugador de la NBA.
Es mormón.